# Consorzio nazionale per la raccolta, il riciclaggio e il recupero degli imballaggi in plastica
Il Consorzio nazionale per la raccolta, il riciclo e il recupero degli imballaggi in plastica (abbreviato COREPLA) è un consorzio attivo in Italia a livello nazionale per il riciclo degli imballaggi in plastica, con sede a Milano.
Fa parte del sistema Conai ed è membro dell'Istituto per la promozione delle plastiche da riciclo (IPPR).

## Storia
È stato istituito nel 1997, in ottemperanza del d.lgs. 22/97, successivamente sostituito dal d.lgs. 152/06. Sostituisce il precedente consorzio Replastic, il quale si occupava solo del recupero dei contenitori per liquidi in plastica.

## Attività
Le attività del consorzio includono:
- informazione alle imprese sulla corretta gestione dei rifiuti costituiti da imballaggi in plastica, concentrandosi ancor prima del loro smaltimento, alle attività di riduzione e riuso;[6]
- valutazione del ciclo di vita degli imballaggi;[6]
- attività connesse all'adozione da parte di aziende di marchi ecologici;[6]
- supporto per la definizione di regole nell'ambito della raccolta differenziata;[7]
- attuazione di procedure di selezione dei rifiuti costituiti da materie plastiche;[8]
- agevolare la vendita e l'acquisto della plastica riciclata;[3]
- sviluppo di sistemi per il recupero di energia dalla frazione dei rifiuti da materie plastiche non riciclabile;[9]
- attività di sensibilizzazione e informazione sull'ambito della gestione dei rifiuti costituiti da materie plastiche.[10]